# (377144) Okietex
(377144) Okietex est un astéroïde de la ceinture principale.

## Description
(377144) Okietex est un astéroïde de la ceinture principale. Il fut découvert le 30 août 2003 à Needville par Joseph A. Dellinger et Don J. Wells. Il présente une orbite caractérisée par un demi-grand axe de 2,78 UA, une excentricité de 0,22 et une inclinaison de 7,8° par rapport à l'écliptique.